# August Okołowicz
August Adolf Okołowicz (ur. 17 lipca 1838 w Vierzon, zm. 5 września 1891 w Couilly-Pont-aux-Dames) – generał Komuny Paryskiej, oficer wojny francusko-pruskiej.

## Życiorys
Nauki pobierał we Francji w szkole batiniolskiej, skąd prawdopodobnie został usunięty. Od 1854 brał udział w wojnie krymskiej jako małoletni ochotnik 15. Pułku Kawalerii wojsk francuskich, a następnie w szeregach Kozaków Sułtańskich pod dowództwem Władysława Zamoyskiego. Następnie przebywał w Szwajcarii. W 1870, na prośbę Jarosława Dąbrowskiego (w związku z planami utworzenia Polskiego Legionu), przybył do Francji. W randzie kapitana walczył w Armii Wogezów w wojnie francusko-pruskiej 1870-1871. W marcu 1871 przybył do Paryża, gdzie został mianowany pułkownikiem i dowódcą 90. Batalionu Gwardii Narodowej w Asnières podczas Komuny Paryskiej. Od 7 do 27 kwietnia był dowódcą rejonu Asnieres w stopniu generała. 18 marca 1871 umieścił czerwoną flagę na kolumnie Bastylii. 
Po upadku Komuny przez dwa miesiące mieszkał w ukryciu w La Garenne, a następnie wraz z siostrą i sześcioletnim dzieckiem wyjechał do Belgii. Został skazany zaocznie 31 lipca 1872 przez Radę Wojenną. 

## Życie prywatne
Był żonaty z niejaką Marie Carré. Miał czwórkę braci, którzy również brali udział w Komunie Paryskiej: August, Ferdynand, Edward oraz Karol. Zmarł w Martigny (Couilly-Pont-aux-Dames) 5 września 1891 i został pochowany w Paryżu na cmentarzu Père Lachaise. 